# 安藤戒牛
安藤 戒牛（あんどう かいご、1973年 - ）は、日本の剣道家（錬士七段）・元剣道日本代表、警察官。岐阜県出身。

## 経歴
- PL学園から国士舘大学へ進学。大学時代には全日本学生選手権2連覇を果たす。
- 大学卒業後の1996年に愛知県警察に奉職。

## 実績
全日本学生剣道選手権大会
- 1993年 優勝
- 1994年 優勝
- 1995年 第3位

全国警察剣道選手権大会（4段以下）
- 1998年 優勝

全日本剣道選手権大会
- 2002年 優勝[1]
- 2003年 準優勝
- 2004年 3回戦敗退
- 2005年 2回戦敗退

世界剣道選手権大会
【個人戦】
- 2003年 ベスト8